# Tadcaster
Tadcaster er en købstad og kommune i Selby-distriktet i North Yorkshire, England. Byen ligger 5 kilometer øst for Great North Road, 19 kilometer nordøst for Leeds og 16 km sydvest for York. Floden Wharfe løber gennem byen og løber sammen med floden Ouse omkring 16 kilometer fra byen.
Tadcaster er venskabsby med Saint-Chély-d'Apcher i Frankrig.
1. ↑  Parish Profiles, Office for National Statistics, hentet 5. august 2024 (fra Wikidata).